# Christian Herter
Christian Archibald Herter (Paris, 28 de março de 1895 – Washington, D.C., 30 de dezembro de 1966) foi um político norte-americano que serviu Câmara dos Representantes, como governador do estado de Massachusetts e também como Secretário de Estado dos Estados Unidos durante a presidência de Dwight D. Eisenhower.